# Schau ins Land (Tiefenort)
Der Berg Schau ins Land ist eine 357,3 m hohe Erhebung in Tiefenort im Wartburgkreis in Thüringen. Der Südhang trägt noch den ursprünglichen Flurnamen „An der Wacht“.
Der Berg befindet sich am östlichen Ortsrand von Tiefenort und gehört zum Frauenseer Forst. Der flache Südhang ist Ackerland und wird seit Jahrhunderten landwirtschaftlich genutzt. Am Westhang befindet sich der Sportplatz von Tiefenort und weitere Freizeitangebote. Von dort gelangt man auf dem Rundwanderweg zum „Zeppelinstein“. Hier musste in der Nacht zum 21. Oktober 1917 während des Rückflugs von einem Kampfeinsatz über den britischen Inseln der Marinezeppelin L55 notlanden und wurde vor Ort abgewrackt. Folgt man dem Rundwanderweg nach Norden, trifft man nach 800 Metern auf die alte Richtstätte „Dicke Eiche“ von Tiefenort, dort befindet sich am Rundwanderweg ein etwa 500 Jahre alter Baumveteran und das nur 100 Meter entfernte „Ziegeunergrab“.
Um die Jahrhundertwende wurden Frauensee und Tiefenort als Ausflugsziel beliebt. Ein Verschönerungsverein veranlasste die Errichtung von Aussichtspunkten und Rastplätzen in der waldreichen Umgebung, eine detaillierte Wanderkarte erschien. Die vom Verein vergebenen Namen wurden nach und nach in amtliche Karten übernommen, zu ihnen zählen die Schöne Aussicht und der „Schau ins Land“.